# Банок (окръг)
Окръг Банок (на английски: Bannock County) е окръг в щата Айдахо, Съединени американски щати. Площ 2972 km² (1,37% от площта на щата, 27-о място). Население – 85 269 души (2017), гъстота 28,7 души/km². Административен център град Покатело.
Окръгът е разположен в югоизточната част на щата. На запад граничи с окръг Пауър, на север – с окръг Бингам, на изток – с окръг Карибу, на югоизток – с окръг Франклин, на югозапад – с окръг Оунайда. Релефът е предимно планински, като заема северните склонове на мощния хребет Уосатч (част от Скалистите планини). Максималната височина на окръга е връх Бонвил 9271 f (2825 m), издигащ се в хребета Партньоф, на границата с окръг Карибу. Други по-високи върхове са: Елкхорн 9095 f, 2772 m (на югозапад, в хребета Банок, на границата с окръг Оунайда), масивът Саут Пътнам 8949 f, 2727 m (в хребета Партньоф, на границата с окръг Карибу) и др. В крайния северозапад протича съвсем малък участък от течението на река Снейк (ляв приток на Колумбия), на която е изграден язовирът Американ Фолс, „опашката“ на който попада на територията на окръга. Главна водна артерия в окръга е река Партньоф (ляв приток на Снейк), която пресича откръга от югоизток на северозапад, като минава и през административния център Покатело.
Най-голям град в окръга е административният център Покатело 54 255 души (2010 г.), а втори по големина е град Чъбък 13 922 души (2010 г.). Други по-големи са: Инкъм (854 души), Маккамън (809 души) и Лава Хот Спрингс (407 души)
През окръга преминават участъци от 2 междущатски магистрали и 2 междущатски шосета:
- Междущатска магистрала  – 54,5 мили (87,7 km), от юг на север;
- Междущатска магистрала  – 4,6 мили (7,4 km), последният ѝ участък, от запад на изток;
- Междущатско шосе  – 44,7 мили (71,9 km), от северозапад на югоизток;
- Междущатско шосе  – 64,6 мили (103,9 km), от север на юг.

Окръгът е основан на 6 март 1893 г. и е наименуван в чест на индианското племе банок, населявало тези територии. В северната част на окръга попада южния участък на индианския резерват „Форт Хъл“.